# 細谷昌志
細谷 昌志（ほそや まさし、1943年3月-　）は、日本の哲学者。大阪大学名誉教授。

## 経歴
1943年、長野県で生まれた。大阪外国語大学外国語学部ペルシア語科で学び、1967年に卒業。京都大学大学院文学研究科宗教学専攻に進み、1973年に博士課程を修了。
嵯峨美術短期大学講師となり、後に助教授昇格。1977年、大阪外国語大学助教授となった。後に教授昇格。1999年、学位論文『観念と表象：カント『判断力批判』研究』を京都大学に提出して文学博士号を取得。2007年に合併に伴って大阪大学外国語学部教授となった。2008年に大阪大学を定年退任し、名誉教授となった。

## 受賞・栄典
- 2021年：瑞宝中綬章を受章[2][3]。

## 著作
著書
- 『文化の深淵としての宗教：宗教的作用論序説』世界思想社 1995
- 『カント表象と構想力』創文社 1998
- 『田辺哲学と京都学派 認識と生』昭和堂 2008
- 『根源的構想力の論理』創文社 2010

共編著
- 『思想史の巨人たち：名著27選』北樹出版 1979
- 『キェルケゴールを学ぶ人のために』大屋憲一共編 世界思想社 1996
- 『新しい教養のすすめ宗教学』藤田正勝共編 昭和堂 1999
- 『宗教 その原初とあらわれ』村上陽一郎共編 ミネルヴァ書房(叢書転換期のフィロソフィー) 1999
- 『「根拠」への探究 近代日本の宗教思想の山並み』(近代日本の知 5) 晃洋書房 2000
- 『宗教の根源性と現代』(全3巻) 長谷正當共編 晃洋書房 2001-2002
- 『異文化コミュニケーションを学ぶ人のために』世界思想社 2006

共訳書
- 『キェルケゴールの宗教思想』エドゥアルド・ガイスマー（デンマーク語版）著、東海大学出版会 1978
- 『絶望の形而上学：キェルケゴール「死に至る病」の問題』メールポール著、東海大学出版会 1980
- 『キェルケゴールのヘーゲルへの関係』トゥルストルプ著、東方出版 1980